# Castrocalbón
Castrocalbón – gmina w Hiszpanii, w prowincji León, w Kastylii i León, o powierzchni 88,3 km². W 2011 roku gmina liczyła 1037 mieszkańców.